# خورخه مندس
جورج پائولو آگوشتینیو مندس (به انگلیسی: Jorge Paulo Agostinho Mendes) زادهٔ (۷ ژانویه ۱۹۶۶ در لیسبون، پرتغال) که اغلب با عنوان خورخه مندس شناخته می‌شود، یک مدیربرنامه ورزشی پرتغالی است. او نمایندهٔ تأثیرگذارترین عوامل فوتبال جهان از جمله ژوزه مورینیو، لوئیس فیلیپه اسکولاری، سیمائو سابروسا، اندرسون لوئیس دی آبریو اولیویرا، فابیو کونترائو، پپه، آنخل دی‌ماریا، رادامل فالکائو، ریکاردو کاروالیو، نانی، ریکاردو کوارشما و کارلوس کیروش، آنسو فاتی ، الخاندرو بالده ، لامینه یامال بوده‌است. همچنین او مدیر برنامه ورزشی سابق کریستیانو رونالدو نیز بوده‌است. او با طارمی هم همکاری دارد.